# Egress Peak
Egress Peak är en bergstopp i Östantarktis. Toppen når 1 690 meter över havet, eller 123 meter över den omgivande terrängen. Bredden vid basen är 1,9 km.
Terrängen runt Egress Peak är kuperad åt nordost, men åt sydväst är den bergig.
Australien gör anspråk på området.